# Wojciech Stefan Zgliczyński
Wojciech Stefan Zgliczyński (ur. 22 grudnia 1983 w Warszawie) – specjalista zdrowia publicznego, urzędnik państwowy, nauczyciel akademicki, doktor habilitowany nauk o zdrowiu, profesor Centrum Medycznego Kształcenia Podyplomowego.

## Życiorys
Tytuł magistra socjologii uzyskał w 2007 w Instytucie Stosowanych Nauk Społecznych, Uniwersytetu Warszawskiego, z dwoma specjalizacjami w zakresie polityki społecznej, tj. specjalista ds. zatrudnienia oraz specjalista ds. organizacji pozarządowych.
Stopień doktora w dziedzinie nauk medycznych i nauk o zdrowiu w dyscyplinie nauki o zdrowiu uzyskał w 2014 w Warszawskim Uniwersytecie Medycznym na podstawie dysertacji pt. Analiza czynników mających wpływ na wybór specjalizacji lekarskich oraz problemów związanych z przebiegiem kształcenia specjalizacyjnego ze szczególnym uwzględnieniem lekarzy specjalizujących się w zakresie chorób wewnętrznych, której promotorem był Jacek Imiela.
W 2019 w efekcie odbycia szkolenia specjalizacyjnego i zdania Państwowego Egzaminu Specjalizacyjnego uzyskał tytuł specjalisty w dziedzinie zdrowia publicznego.
Stopień doktora habilitowanego w dziedzinie nauk medycznych i nauk o zdrowiu w dyscyplinie nauki o zdrowiu uzyskał w 2024 w Centrum Medycznym Kształcenia Podyplomowego na podstawie dorobku i osiągnięcia naukowego pt. Wykorzystanie badań w zakresie: przekonań i postaw, ogólnej wiedzy medycznej, satysfakcji i planów zawodowych oraz zdrowia psychicznego polskich lekarzy dla poprawy efektywności systemu opieki zdrowotnej. Od 2024 profesor Centrum Medycznego Kształcenia Podyplomowego.
Zawodowo związany od 2008 ze Szkołą Zdrowia Publicznego Centrum Medycznego Kształcenia Podyplomowego (od 2018 prodziekan) oraz od 2010 z Biurem Analiz Sejmowych Kancelarii Sejmu, a następnie od 2024 z Biurem Analiz i Oceny Skutków Regulacji Kancelarii Sejmu.
Współzałożyciel i wiceprezes Polskiego Towarzystwa Medycyny Stylu Życia. Ponadto członek British Society of Lifestyle Medicine i Mediterranean Lifestyle Medicine Institute.
Od 2019 członek powołanego przez Ministra Zdrowia Zespołu do spraw Szczepień Ochronnych. Od 2024 członek rady społecznej w Samodzielnym Publicznym Szpitalu Klinicznym im. prof. Witolda Orłowskiego w Warszawie.
Autor publikacji naukowych z zakresu zdrowia publicznego i epidemiologii, w tym dotyczących szczepień ochronnych, systemu opieki zdrowotnej, wyrobów tytoniowych i kształcenia profesjonalistów medycznych, a także opinii i ekspertyz na potrzeby Kancelarii Sejmu, European Centre for Parliamentary Research and Documentation (ECPRD) oraz European Parliamentary Technology Assessment (EPTA).

## Odznaczenia
- Medal Komisji Edukacji Narodowej (2020)